# بعد W
بُعد W (به ژاپنی: ディメンションW) یک مجموعه مانگا ژاپنی که توسط یوجی ایواهارا نوشته و طراحی شده است و بوسیلهٔ اسکوئر انیکس از سپتامبر ۲۰۱۱ در مجله یانگ گانگان در حال چاپ است. یک مجموعه تلویزیونی انیمه نیز بر اساس این مانگا به کارگردانی کانتا کامی و همکاری دو استودیو پویانمایی آرنج و استودیو ۳هرتز تهیه شده است که از ۱۰ ژانویه تا ۲۷ مارس ۲۰۱۶ به تعداد ۱۲ قسمت پخش شد.

## داستان
داستان مجموعه در جهانی سه بعدی شامل اکس، وای و زد روایت می‌شود. در سال ۲۰۵۱، بشر یک منبع انرژی جدید پایان‌ناپذیر به نام «کویل» را تحت کنترل خود درآورد. در سال ۲۰۷۲، یک متخصص بازیافت حرفه‌ای به نام کیوما مابوچی با زنی زیبا و اسرارآمیز درست در بین یکی از کارهایش مواجه می‌شود. این برخوردی سرنوشت‌ساز بود که راهی برای ورود به بعد جدید چهارمی با عنوان W باز نمود.